# The Monkees Present
Albums de The Monkees
Instant Replay
(1969) Changes
(1970)
Singles
1. Listen to the Band (en)
Sortie : avril 1969
2. Good Clean Fun (en)
Sortie : septembre 1969

The Monkees Present est le huitième album du groupe américain de pop rock The Monkees. Il est sorti en 1969 sur le label Colgems Records (en).
Michael Nesmith quitte les Monkees peu après la sortie de l'album pour former le groupe de country rock The First National Band (en).

## Fiche technique

### Chansons
| 1. | Little Girl                | Micky Dolenz              | 1:59 |
| 2. | Good Clean Fun (en)        | Michael Nesmith           | 2:15 |
| 3. | If I Knew                  | Bill Chadwick, Davy Jones | 2:19 |
| 4. | Bye Bye Baby Bye Bye       | Micky Dolenz, Ric Klein   | 2:17 |
| 5. | Never Tell a Woman Yes     | Michael Nesmith           | 3:44 |
| 6. | Looking for the Good Times | Tommy Boyce, Bobby Hart   | 2:00 |

| 7.  | Ladies Aid Society       | Tommy Boyce, Bobby Hart    | 2:40 |
| 8.  | Listen to the Band (en)  | Michael Nesmith            | 2:45 |
| 9.  | French Song              | Bill Chadwick              | 2:23 |
| 10. | Mommy and Daddy          | Dolenz                     | 2:10 |
| 11. | Oklahoma Backroom Dancer | Michael Martin Murphey     | 2:34 |
| 12. | Pillow Time              | Janelle Scott, Matt Willis | 2:25 |

En 1994, Rhino Records réédite The Monkees Present avec cinq titres bonus :
| 13. | Calico Girlfriend Samba     | Nesmith    | 2:33 |
| 14. | The Good Earth              | Ben Nisbet | 1:38 |
| 15. | Listen to the Band          | Nesmith    | 2:46 |
| 16. | Mommy and Daddy             | Dolenz     | 2:08 |
| 17. | Monkees Present Radio Promo |            | 1:03 |

### Musiciens

#### The Monkees
- Micky Dolenz : chant (1, 4, 10, 12), chœurs (1, 4, 6, 7, 10), guitare acoustique (1, 12), piano (10), batterie (10)
- Davy Jones : chant (3, 6, 7, 9), chœurs (3, 4)
- Michael Nesmith : chant (2, 5, 8, 11), guitare acoustique (5), guitare électrique (8)

#### Musiciens supplémentaires
- Louis Shelton (en) : guitare (1, 4, 6, 7, 9, 11, 12)
- Ray Pohlman (en) : basse (1, 12)
- Earl Palmer : batterie (1, 12)
- Coco Dolenz : chœurs (1, 10)
- Wayne Moss (en) : guitare (2, 8)
- Lloyd Green : guitare pedal steel (2, 8)
- Bobby Thompson : banjo (2, 8)
- David Briggs : piano (2, 8)
- Norbert Putnam : basse (2, 8)
- Jerry Carrigan : batterie (2, 8)
- Buddy Spicher : violon (2)
- David Cohen : guitare acoustique (3)
- Michel Rubini (en) : piano (3, 11), claviers (8, 10), orgue (9)
- Max Bennett : basse (3, 9, 11)
- Hal Blaine : batterie (3, 4, 5, 9)
- Bill Chadwick : chœurs (3)
- James Burton : banjo (4)
- Joe Osborn : basse (4, 5)
- Tommy Morgan : harmonica (4)
- Al Casey (en) : banjo (5)
- Wayne Erwin : guitare (6, 7), chœurs (7)
- Gerry McGee : guitare (6, 7)
- Tommy Boyce : guitare acoustique (6), chœurs (6, 7)
- Bobby Hart : orgue (6), piano (7), chœurs (6, 7)
- Larry Taylor : basse (6, 7)
- Billy Lewis : batterie (6, 7)
- Gene Estes : tambourin (6)
- Ron Hicklin : chœurs (6, 7)
- Emil Richards : percussions (7, 9), vibraphone (9), cloche tubulaire (9), shaker (9)
- Bob Jung : cuivres (7)
- Don McGinnis : cuivres (7, 8, 10)
- Steve Huffsteter : trompette (7)
- Gilbert Falco : trombone (7)
- Dick Hyde (en) : trombone (7)
- Mike Saluzzi : guitare (8, 10)
- Charlie McCoy : harmonica (8)
- Bud Brisbois : trompette (8, 10)
- Buddy Childers : trompette (8, 10)
- Ray Triscari : trompette (8, 10)
- Dick Nash : trombone (8, 10)
- John Kitzmiller : tuba (8, 10)
- Frank Bugbee : guitare acoustique (9)
- Tim Weisberg : flûte (9)
- Dom DeMieri : guitare (10)
- Mike Deasy (en) : guitare (11)
- Eddie Hoh (en) : batterie (11)

### Classements et certifications
| Pays (classement)          | Meilleure position |
| -------------------------- | ------------------ |
| États-Unis (Billboard 200) | 100                |